# Colin Clark (labdarúgó)
Colin Clark (Fort Collins, 1984. április 11. – 2019. augusztus 26.) amerikai válogatott labdarúgó.

## Pályafutása

### Klubcsapatokban
Clark 2002 és 2004 között három éven át az Egyesült Metodista Egyház egyetemének csapatában játszott. 2005-ben az amerikai harmadosztálynak megfelelő bajnokságban, a USL League Two-ban futballozott, a Bolulder Rapids Reserves színeiben.
2006 februárjában profi szerződést írt alá a Major League Soccerben szereplő Colorado Rapids csapatával. 2009. augusztus 11-én egy edzésen térdsérülést szenvedett és hosszabb kihagyás várt rá.
2010. szeptember 15-én csapata elcserélte játékjogát a Houston Dynamo együttesével Brian Mullan játékjogára és egy későbbi negyedik körös draftjogért.
2012. március 23-án, a Seattle Sounders ellen játszott bajnokit az országos televíziós közvetítés miatt a széles közvélemény füle hallatára támadt verbálisan egy labdaszedő gyerekre mérkőzés közben. Később saját Twitter csatornáján elnézést kért az eset miatt. 2012. március 28-án a Major League Soccer három mérkőzésre tiltotta el. A büntetést a bajnokság szervezőbizottsága felfüggesztette és a játékosnak csupán pénzbírságot kellett fizetnie. Clark kijelentette: "Sajnálom, ami történt a seattle-i meccs alatt. Személyesen is elnézést kérek, és megragadom ezt a lehetőséget, hogy kifejezzem sajnálatomat mindazoknak, akiket megsértettem ... amit mondtam, nem tükrözi, hogy ki vagyok, vagy miben hiszek. Hibáztam, amit igazán megbántam. Elfogadom az MLS által kiszabott büntetést. "
A 2012-es szezon végén lejárt a szerződése a csapatánál, majd a Los Angeles Galaxy együttesénél folytatta pályafutását.

### A válogatottban
Az amerikai válogatottban egyetlen alkalommal szerepelt, a 2009-es CONCACAF-aranykupa Haiti elleni csoportmérkőzésén.

## Halála
2019. augusztus 26-án szívroham következtében hunyt el, 35 éves korában.